# José Valente Collares Moreira
José Valente Collares Moreira (Recife, 1 de fevereiro de 1902 – 9 de fevereiro de 1978) foi um médico brasileiro.
Graduado pela Faculdade de Medicina do Rio de Janeiro. Foi eleito membro da Academia Nacional de Medicina em 1942, sucedendo Affonso Gama e Costa Mac-Dowell na Cadeira 11, que tem Antônio Austregésilo como patrono.